# Lista de prefeitos de Belém de Maria
Esta é a lista de prefeitos do município de Belém de Maria, estado brasileiro de Pernambuco.
compreende todas as pessoas que tomaram posse definitiva da chefia do executivo municipal em São Paulo e exerceram o cargo como prefeitos titulares, além de prefeitos eleitos cuja posse foi em algum momento prevista pela legislação vigente. Prefeitos em exercício que substituíram temporariamente o titular não são considerados para a numeração mas estão citados em notas, quando aplicável.
| Nº | Nome                                                     | Imagem                             | Partido                                               | Vice-Prefeito                                                                           | Início do mandato      | Fim do mandato                   | Observações                                                                                      | Total de votos |
| -- | -------------------------------------------------------- | ---------------------------------- | ----------------------------------------------------- | --------------------------------------------------------------------------------------- | ---------------------- | -------------------------------- | ------------------------------------------------------------------------------------------------ | -------------- |
| 2  | Samuel de Barros Carício                                 |                                    | União Democrática Nacional UDN                        | Francisco da Rocha Soares                                                               | 1º de janeiro de 1963  | 31 de dezembro de 1966           | Prefeito eleito                                                                                  | 1.856          |
| 2  | Manoel Ramos de Almeida (Panelas, 15.07.1931–13.03.2010) |                                    | Movimento Democrático Brasileiro MDB                  | Geraldo Feitosa                                                                         | 1º de janeiro de 1967  | 31 de dezembro de 1968           | Prefeito eleito                                                                                  | 1.701          |
| 3  | Geraldo Feitosa                                          |                                    | Movimento Democrático Brasileiro MDB                  | Cargo vago                                                                              | 1º de janeiro de 1969  | 31 de dezembro de 1970           | Prefeito interino                                                                                | Sem votos      |
| 4  | Jeter Carlos                                             |                                    | Aliança Renovadora Nacional ARENA                     | João José Coelho                                                                        | 1º de janeiro de 1971  | 31 de dezembro de 1974           | Prefeito eleito                                                                                  | 2.142          |
| 4  | Jeter Carlos                                             | Aliança Renovadora Nacional ARENA  | Fernando Carvalho Teixeira                            | 1º de janeiro de 1975                                                                   | 31 de dezembro de 1978 | Prefeito reeleito                | 2.153                                                                                            |                |
| 5  | Durval Hermenegildo Ferreira                             |                                    | Partido Democrático Social PDS                        |                                                                                         | 1º de janeiro de 1979  | 31 de dezembro de 1982           | Prefeito eleito                                                                                  | 2.249          |
| 6  | Severino Gonçalves de Lima (Ramos)                       |                                    | Partido da Frente Liberal PFL                         |                                                                                         | 1º de janeiro de 1983  | 31 de dezembro de 1988           | Prefeito eleito                                                                                  | 2.551          |
|    | Durval Hermenegildo Ferreira                             |                                    | Partido da Frente Liberal PFL                         |                                                                                         | 1° de janeiro de 1989  | 31 de Dezembro de 1992           | Prefeito eleito                                                                                  |                |
| 7  | Maria José Menezes de Almeida                            |                                    | Partido da Frente Liberal PFL                         | Gerivan David de Oliveira                                                               | 1º de janeiro de 1993  | 31 de dezembro de 1996           | Prefeita eleita                                                                                  | 2.629          |
| 8  | Rolph Eber Casale                                        |                                    | Partido Socialista Brasileiro PSB                     | Durval Hermenegildo Ferreira                                                            | 1º de janeiro de 1997  | 31 de dezembro de 2000           | Prefeito eleito                                                                                  | 2.877          |
| 8  | Rolph Eber Casale                                        | Partido da Frente Liberal PFL      | Valdeci José da Silva (Tio Correia)                   | 1º de janeiro de 2001                                                                   | 31 de dezembro de 2004 | Prefeito reeleito                | 4.790                                                                                            |                |
| 9  | Wilson de Lima e Silva (Dinho)                           |                                    | Valdeci José da Silva (Tio Correia)                   | Partido Liberal PL                                                                      | 1º de janeiro de 2005  | 31 de dezembro de 2008           | Prefeito eleito                                                                                  | 3.482          |
| 9  | Wilson de Lima e Silva (Dinho)                           | Partido Trabalhista Brasileiro PTB | Rolph Eber Casale Jr. PTB                             | 1º de janeiro de 2009                                                                   | 31 de dezembro de 2012 | Prefeito reeleito                | 3.436                                                                                            |                |
| 10 | Valdeci José da Silva (Tio Correia)                      |                                    | Partido Socialista Brasileiro PSB                     | Maria Amália Silva do Egito PSB                                                         | 1º de janeiro de 2013  | 28 de janeiro de 2016 (afastado) | Prefeito eleito                                                                                  | 3.634          |
| 11 | Maria Amália Silva do Egito                              |                                    | Partido Socialista Brasileiro PSB                     | Cargo vago                                                                              | 29 de janeiro de 2016  | 9 de setembro de 2016 (afastada) | Vice-Prefeita assumiu após a cassação do mandato do Prefeito                                     | Sem votos      |
| 12 | Maria do Socorro Barbosa de Araújo (Socorro da Saúde)    |                                    | Partido Popular Socialista PSC                        | Cargo vago                                                                              | 10 de setembro de 2016 | 31 de dezembro de 2016           | Presidente da Câmara de Vereadores assumiu interinamente em virtude da cassação da vice-prefeita | Sem votos      |
| 13 | Rolph Eber Casale Jr.                                    |                                    | Partido Trabalhista Brasileiro PTB / Republicanos REP | Roberto Paulo Do Nascimento Silva (Beto do Sargento) PR / PSB                           | 1º de janeiro de 2017  | 31 de dezembro de 2020           | Prefeito eleito                                                                                  | 3.829          |
| 13 | Rolph Eber Casale Jr.                                    | 1° de Janeiro de 2021              | Partido Trabalhista Brasileiro PTB / Republicanos REP | Roberto Paulo Do Nascimento Silva (Beto do Sargento) PR / PSB                           | 31 de dezembro de 2024 | Prefeito reeleito                | 4.740                                                                                            |                |
| 14 | Roberto Paulo do Nascimento Silva, Beto do Sargento      |                                    | Partido da Social Democracia Brasileira PSDB          | Genivaldo Alves de Gouvêa Filho, Genivaldo da Trilha (PSDB) Até 2025 (PSD) após de 2025 | 1° de janeiro de 2025  | Atualidade                       | Prefeito eleito em sufrágio universal                                                            | 4.117          |
| 14 | Roberto Paulo do Nascimento Silva, Beto do Sargento      | Partido Social Democrático PSD     |                                                       | Genivaldo Alves de Gouvêa Filho, Genivaldo da Trilha (PSDB) Até 2025 (PSD) após de 2025 | 1° de janeiro de 2025  | Atualidade                       | Prefeito eleito em sufrágio universal                                                            | 4.117          |